# 1960 na política

## Eventos
- 1 de Janeiro - Independência dos Camarões.
- 3 de Janeiro - Álvaro Cunhal, político comunista português, foge da prisão de Peniche.
- 18 de Janeiro - A Conferência de Londres sobre Chipre termina abruptamente.
- 19 de Janeiro - Assinado o Tratado de cooperação mútua e segurança entre os EUA e o Japão.
- 20 de Janeiro - Conferência de Bruxelas sobre o Congo Belga em que se decide a independência para Junho.
- 24 de Janeiro - Manifestações e distúrbios em Argélia contra a política colonial francesa.
- 28 de Janeiro -Birmânia assina um tratado de paz com a República Popular da China.
- 3 de Fevereiro - Harold Wilson, discursando no Parlamento da África do Sul declara que "os ventos estão mudando".
- 10 de Fevereiro - Nikita Khrushchov inicia uma visita à Índia, Birmânia, Indonésia e Afeganistão.
- 13 de Fevereiro – França testa a sua primeira bomba atómica no Deserto do Sahara, na Argélia.
- 17 de Fevereiro - Acordo anglo-americano para a construção da estação de radar de mísseis balísticos na base RAF Fylingdales, da Royal Air Force.
- 29 de Fevereiro - Terramoto em Agadir, Marrocos.
- 21 de Abril – Inaugurada Brasília, a nova capital do Brasil.
- 27 de Abril - O Togo se torna independente da França.
- 21 de Maio - Brasil retoma as relações com o FMI e pede empréstimo de cr$ 47 milhões de cruzeiros.
- 8 de Junho - O futuro presidente de Angola, Agostinho Neto, é preso
- 26 de Junho – Independência de Madagáscar.
- 4 de Julho - Adoção da atual Bandeira dos Estados Unidos, representando os seus 50 estados.
- 1 de Agosto - Independência do Benim.
- 5 de Agosto – Independência de Burkina Faso.
- 7 de Agosto – Independência da Costa do Marfim.
- 11 de Agosto – Independência do Chade.
- 13 de Agosto – Independência da República Centro-africana.
- 15 de Agosto – Independência do Congo.
- 17 de Agosto – Independência do Gabão.
- 28 de Agosto - Júlio Fogaça, dirigente do Partido Comunista Português é preso pela PIDE.
- 5 de Setembro - Léopold Sédar Senghor é eleito presidente do Senegal.
- 22 de Setembro – Independência do Mali.
- 1 de Outubro - Independência da Nigéria.
- 3 de Outubro - Jânio Quadros vence as eleições para presidente da república.
- 12 de Outubro - Guerra Colonial (antecedentes): São criadas as Estações Radionavais de Luanda, Santo António do Zaire, Lourenço Marques, Beira e Nacala.
- 9 de Novembro - John F. Kennedy foi eleito presidente dos EUA
- 28 de Novembro – Independência da Mauritânia

## Nascimentos
| Data            | Nome                         | Profissão                                         | Nacionalidade | Observações | Ref |
| --------------- | ---------------------------- | ------------------------------------------------- | ------------- | ----------- | --- |
| 8 de fevereiro  | Noynoy Aquino                | presidente das Filipinas desde 2010               | Filipinas     |             |     |
| 23 de fevereiro | Príncipe Naruhito            | herdeiro do trono japonês                         | Japão         |             |     |
| 10 de março     | Aécio Neves                  | governador de Minas Gerais                        | Brasil        |             |     |
| 11 de março     | Marcelo Déda                 | governador de Sergipe                             | Brasil        |             |     |
| 5 de maio       | Jorge Quiroga                | economista e presidente da Bolívia de 2001 a 2002 | Bolívia       |             | .   |
| 4 de agosto     | José Luis Rodríguez Zapatero | primeiro-ministro da Espanha                      | Espanha       |             |     |
| 12 de agosto    | Gilberto Kassab              | político                                          | Brasil        |             |     |
| 18 de novembro  | Ricardo Coutinho             | político                                          | Brasil        |             |     |
| 27 de novembro  | Yulia Tymoshenko             | primeira-ministra                                 | Ucrânia       |             |     |

## Mortes
| Data | Nome | Profissão | Nacionalidade | Observações | Ref |
| ---- | ---- | --------- | ------------- | ----------- | --- |